# Brăduleț
Brăduleț – wieś w Rumunii, w okręgu Ardżesz, w gminie Brăduleț. W 2011 roku liczyła 382 mieszkańców.